# プッシーキャット・ドールズ
プッシーキャット・ドールズ（The Pussycat Dolls、略称PCD）は、アメリカ合衆国出身のガールズグループ。

## 概要
グループは、カリフォルニア州ロサンゼルスに拠点を置くバーレスク一座として振付師ロビン・アンティンによって結成され、1995年に活動を開始した。
国中で注目を浴びた後にアンティンは、2003年にA&Mレコード、インタースコープ・レコードと協議して、一座を音楽グループに変えた。人事変動を経て、2005年にニコール・シャージンガー、メロディー・トーントン、キンバリー・ワイアット、アシュレイ・ロバーツ、ジェシカ・スッタでメンバーが定着。アンティン、インタースコープとその他によって監視されてリアリティ番組、ラスベガスでのショー、マーチャンダイジングなど活動を多角化させていった。
グループは、アルバム『PCD』で世界的な成功を収めた。アルバムは、アメリカのBillboard 200で初登場でトップ5に入り、『ドンチャッ!』『ボタン』『スティックウィッチュー』などのヒット・シングルも生み、グラミー賞にもノミネートした。2008年に2枚目のアルバム『ドール・ドミネーション』を発表し、リカット・シングル『ホエン・アイ・グロウ・アップ』『アイ・ヘイト・ディス・パート』『ワッチャ・シンク・アバウト・ザット』『ジャイ・ホー』『ハッシュ・ハッシュ』が大ヒットした。
出世すると共に名声を得たグループであるが、その明らかな性的なイメージと露骨なお決まりのダンスは非難の的となっている。リードシンガーであるニコール・シャージンガーがほぼ全ての曲でリードを務め、他のメンバーはバックボーカルを担当する。
2010年、大規模な世界ツアー終了後に当時のメンバーであるジェシカ・スッタ、キンバリー・ワイアット、アシュリー・ロバーツ、メロディー・トーントンがグループを脱退。当初は続投が報じられていたメインボーカルのニコール・シャージンガーもソロに移行すると発表し、メンバー全員がグループを抜けることになった。
それから9年後の2019年11月、ニコール、アシュレイ、ジェシカ、キンバリー、カーミットの5名で再結成を発表。

## 歴史

### バーレスク一座時代：1995年 - 2003年
ロビン・アンティンは、1990年代の間にニュー・バーレスク風のパフォーマンスを探求しはじめ、友人のクリスティーナ・アップルゲイトのガレージスタジオで1995年にグループを結成した。初期は多数のゲストヴォーカルを迎え、1950年代と1960年代のポピュラー・ミュージックにあわせて、ランジェリーや古風なピンナップ風の衣類をつけてバーレスクパフォーマンスをしていた。グループはロサンゼルスのナイトクラブ「Viper Room」で木曜日の夜にパフォーマンスを行い、1995年から2001年まで続けていた。1995年6月にグループはより注目されるようになった。雑誌『PLAYBOY』に登場し、セミヌードでポーズをとる少なくとも7人のメンバー（ケーシー・キャンベル、キーヴァ・ドーソン、アントニエッタ・マクリー、エリカ・グディス、リンズレイ・アレン）が掲載された。3年後にグループはロキシーへ移った。
グループは国際的な人気を得るようになり、雑誌でフィーチャーされるようになった。グループのメンバー数名が2003年の映画『チャーリーズ・エンジェル フルスロットル』に出演、『The Pink Panther Theme』に合わせて踊っている。P!NKの「トラブル」のミュージック・ビデオにも出演している。クリスティーナ・アップルゲイト、クリスティーナ・アギレラ、カルメン・エレクトラ（グループの多くのショーのリードを務めた）と一緒に2002年に『マキシム誌』でフィーチャーされる。
グループは広い人気を得て音楽製作者ジミー・アイオヴィーンとロン・フェアをプロデューサーに迎えて、インタースコープ・レコードと契約し音楽グループへと変わった。人事に関するさまざまなプロセスの後、残ったメンバーはカーミット・バシャー、サイア・バトン、ケーシー・キャンベル、アシュレイ・ロバーツ、ジェシカ・スッタ、キンバリー・ワイアットの6人である。リードシンガーのニコール・シャージンガーとソプラノのメロディ・ソーントンはグループが音楽グループへと完全に移行するために2003年後半にキャスティングされた。
カルメン・エレクトラはグループのポピュラー音楽グループへの進化とグループへ参加しなかったことを尋ねられた際に「私は2年間以上ドールの一部で彼女らとあらゆるショーをやりました。しかし財政的に私は彼女らの新しい音楽プロジェクトの一部になることができませんでした。それは私が作ることのなかった犠牲です」と答えている。エレクトラはPCDの『ドンチャ!』のミュージック・ビデオに重要な役柄で出演している。エレクトラは2003年後半に「Bombshell Babies」と呼ばれるバーレスク一座を結成させた。

### ラウンジ：2005年 - 現在
2005年4月に、ラスベガスのストリップのシーザーズ・パレスのナイトクラブに隣接した「プッシーキャット・ドールズ・ラウンジ」で、ライブショーが音楽活動と平行して開始された。このショーは、1995年にロサンゼルスで始まったバーレスク・スタイルのショーを続けているキャストを含む。ロサンゼルス時代の初期のメンバー、レイチェル・スターリングもショーに参加している。

## レコーディング・グループ

### 2005年 - 2007年：PCD
2003年、エデンズ・クラッシュの元メンバー、ニコール・シャージンガーがリードボーカルになった。同じ年に、ソプラノのメロディ・ソーントンも加わった。レコーディングのメンバーはニコールとメロディ、カーミット、キンバリー、アシュリー、ジェシカ、カーヤである。レコーディングが始まる頃には、彼女らのステージコスチュームは「PCD」のロゴを入れたり色々な商標を付けられていた。彼女らの歌のレパートリーはポピュラー、R&Bソングと広がり新しくなる一方で、製作者とゲストのラッパー、彼女らの初期のフォーマットで人気のあるものは保持された。2004年の映画『シャーク・テイル』と『Shall We Dance?』のサウンドトラックに現れた。新しく作られたレコーディンググループの最初のシングルは『Shall We Dance?』からの『Sway』であった。
2005年9月13日にデビュー・アルバム『PCD』をリリース、Billboard 200で初登場トップ5入りを果たす。アルバムからの1枚目のシングル『ドンチャ!』はイギリスを含む複数の国のチャートで1位を獲得し、母国アメリカではBillboard Hot 100で2位を記録。同シングルはビルボード・ミュージック賞でホット・ダンス・ミュージック/クラブ・パーティ・シングル・オブ・ザ・イヤーを受賞した。
アルバムからは6枚のシングルがリカットされた。バラード曲『スティックウィッチュー』はアメリカで5位を記録 。この曲で第49回グラミー賞のBest Pop Performance by a Duo or Group with Vocalsのノミネートを受けた。3枚目のシングル『ビープ』はウィル・アイ・アムをフィーチャーした作品、4枚目の『ボタン』はイギリス・シングルチャートで3位、5枚目の『アイ・ニード・マン』は、オーストラリアとアイルランド、ニュージーランド、イギリスでトップ10入りをした。6枚目のシングル『ウェイト・ア・ミニット』はティンバランドをフィーチャーした作品で、最初2006年8月にアメリカでリリースされ、世界中のチャートでトップ40位入りするヒットとなる。
2006年、ロサンゼルスに拠点を置く会社ドッベルギャンガー（インタースコープと共に）が、PCD・ミュージック・ラウンジ（インタラクティブウェブサイト）を開始。2006年後半にPCDは、リュダクリスとコーンと一緒にCingular WirelessのCMのためにフィーチャーされた。2007年には、ABCテレビで放映されているNBAの試合のオープニングテーマ曲に『ライト・ナウ』が起用された（起用されるにあたって、一部歌詞が変更された）。
2008年3月8日に、公式サイトでカーミットの脱退が発表された。

### 2008年 - 2009年：ドール・ドミネーション

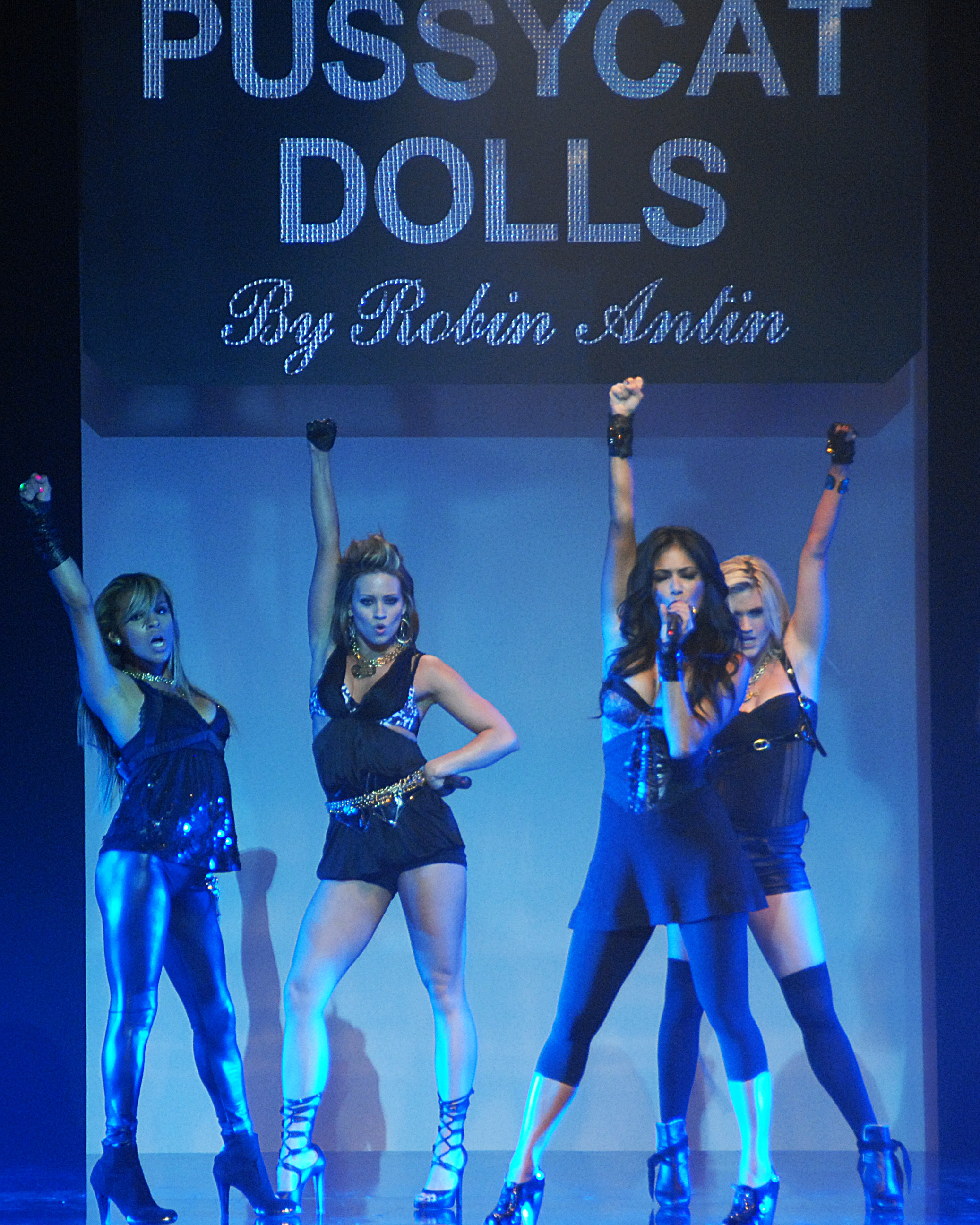
カルバーシティのスマッシュボックス・スタジオで、2008年3月13日に行われたロサンゼルス・ファッションウィークでパフォーマンスをするPCD

アルバムはBillboard 200で初登場4位、最初の週で7.9万枚を売り上げた。ピークは5位で9.9万枚を売ったものの、アレックス・ビトルスが雑誌『ACPM』でアルバムの全体的な出来に大いに失望したと述べた。次の週でアルバムは17位に落ち3週目で30位まで落ちた。ほぼ1年間チャートにランクインし続けたデビュー・アルバムに対して本作はわずか7週でランキングから外れた。しかし、2009年1月10日の週で100位になり、久々のトップ100入りを果たす。
アルバムがアメリカやヨーロッパで認知を得始めたので、2009年1月18日にスコットランドアバディーンから「ワールド・ドミネーション・ツアー」を開始した。それから2か月後に、ブリトニー・スピアーズのツアー「サーカス」に参加した。5月5日に、ガーリシャスがPCDの代わりにカナダで最後の「サーカス」ショーを開いた。そして、『ハッシュ・ハッシュ』のビデオを撮り終えた後、2009年5月16日からヨーロッパとオーストラリアでのツアーを継続した。
短期間の休止（この間、ニコールがソロシングルとPCDのリアリティ番組に出演）の後、新しいシングルのために音楽シーンに戻り、2008年5月27日に『ホエン・アイ・グロウ・アップ』をリリースする。5月20日放送の『ジミー・キンメル・ライブ!』でテレビ初披露、6月1日のMTVムービー・アワードでも公開された。曲はBillboard Hot 100で9位、ホット・ダンス・クラブ・パーティチャート上で1位になった。ヨーロッパのシングルチャートで6位、イギリスで2位になった。この曲のビデオは2008年のMTV Video Music Awardsでベスト・ダンシング・ビデオ賞を受賞した。
アルバムはアーバン・ポップをテーマにした『ワッチャ・シンク・アバウト・ザット』、世界中のチャートでトップ20位入りした『アイ・ヘイト・ディス・パート』、1位を記録したクラブソング『ボトル・ポップ』、世界中で1位になった『ジャイ・ホー』を含む5作のヒットシングルと国際的なヒット・シングル『ハッシュ・ハッシュ』を生んだ。
ツアーでイギリス、ヨーロッパ、フィリピン、マレーシアを回りシンガポールの Singfestにも参加した。2009年8月8日にクアラルンプールでのコンサートの後、コンサートプロモーターがPCDのマレーシアでのコンサートはマレーシアでの常識を無視していると発表した。『マレー・メール』はマレーシア・クアラルンプール市当局が「PCDが舞台上で振舞った方法は著しい下品さに達したと思っている」と発言したと伝えた。グループは罰金1万リンギ（1,358米ドル）の行政処分を受けた。

### 2009年 - 2010年：メンバー脱退騒動からグループの消滅
グループ内の事情に関する度重なるメディアの推測の中で、彼らの創設者でマネージャーのロビン・アンティンが2009年8月2日付け自身のTwitterで沈黙を破り、グループが解散しないことを明言した。
それ以来、ワイアットはグループの実際の現実を説明するためにインタビューに長い時間を割いた。2009年10月に『デイリースター』にグループが結束する前にまとめられた為に、シャージンガーを友人ではなく仕事仲間とみなしたと説明した。グループがフランチャイズと音楽の発展の役割を果たしたと述べた。彼女は続けて、10月21日に『デイリーレコード』にアンティンは好んだ人物を誰でも引き入れることが出来ると話し、自分がまだグループの一員であると明かした。12月にワイアットはもう1度、グループ内で起こっていることをエンターテインメントサイト『デジタル・スパイ』に語った。電子音楽に影響されたソロデビューアルバムに取り組むためにレコーディングスタジオにいたという以前の報道を認めた。グループが発表する予定の3枚目のアルバムについては詳しく分からないことを明らかにした。別に噂されるリードシンガーのシャージンガーと他のメンバーとの不仲についてもメディアで様々な憶測を呼んだ。
アンティンが、新作フィットネスDVDのプロモーションのために出演した番組『ウェンディ・ウィリアムズ・ショー』で、グループについていくつか質問を受けた。アンティンは「PCDは解散しない。実際、我々は新しい音楽を制作する準備をしている。」と述べ、シャージンガーの脱退しないことと新たなメンバーを2、3人加入させると答えた。そして、何人かのメンバーはソロデビューの為に脱退しようとしていると明かした。
2010年1月に、『ニューズ・オブ・ザ・ワールド』においてワイアットとトーントンは「シャージンガーと衝突する為に、グループから外されそうになっている」と主張した。ワイアットはシャージンガーがツアーの間、専用の更衣室や輸送機を手配を要請したことを含む優遇体制に他のメンバーが不満を抱いていたと述べた。
2010年1月29日、グループの実態が明るみに出た。それはE!オンラインによる暴露的な報道で、ジェシカ・スッタがツアー中、肋骨骨折した後にグループから追い出されたというものである。報道は財政的な重圧の下に彼女を置き、ある所では彼女はほとんどホームレスになったと伝えた。シャージンガーの優遇については、グループがブリトニー・スピアーズのツアーに同行した後、メンバー全員が定期的な薬物検査を受けなければならなかったが、シャージンガーのみ免除されていた。スッタによるとシャージンガーはリードボーカル以外にも多くのことに関わった、例えばグループでミュージック・ビデオを撮影した際は、カメラに映る長さをコントロールすることが出来た。スッタは雑誌『スタイル』でグループの一員であることは嬉しい経験であったが、見せかけのバックアップダンサーにはなりたくないと述べた。
それから1か月も経たない2月6日に、ワイアットがイギリスの雑誌『ローデッド』のインタビューの中で脱退したことを公式に発表した。数日後、アシュリー・ロバーツもウェブサイトを通じて脱退を発表した。彼女は「はい、私はプッシーキャット・ドールズを脱退した。皆のことが大好きよ!!!あなたたちみんなからの愛と応援にすごく感謝しているわ。素晴らしい旅だったし、すごく多くを学んだわ!」と簡素なメッセージを添えた。
シャージンガーは、3月4日に新しいアルバムを年末にすることを発表したが、それがどういったジャンルになるかはまだ分からないと述べた。新たなメンバーが加わるが、自身が脱退しないとMTVのインタビューで明かした。同年5月時点でシャージンガーはグループに籍は置いていたが、その後グループを抜けソロに移行することを表明。音楽グループの形態としては、このまま消滅した。

## メンバー

### 最終ラインナップ
- ニコール・シャージンガー (Nicole Scherzinger) (2003年-2010年、2019年-2022年)
- カーミット・バシャー (Carmit Bachar) (2003年-2008年、2019年-2022年)
- アシュレイ・ロバーツ (Ashley Roberts) (2003年-2010年、2019年-2022年)
- ジェシカ・スッタ (Jessica Sutta) (2003年-2010年、2019年-2022年)
- キンバリー・ワイアット (Kimberly Wyatt) (2003年-2010年、2019年-2022年)

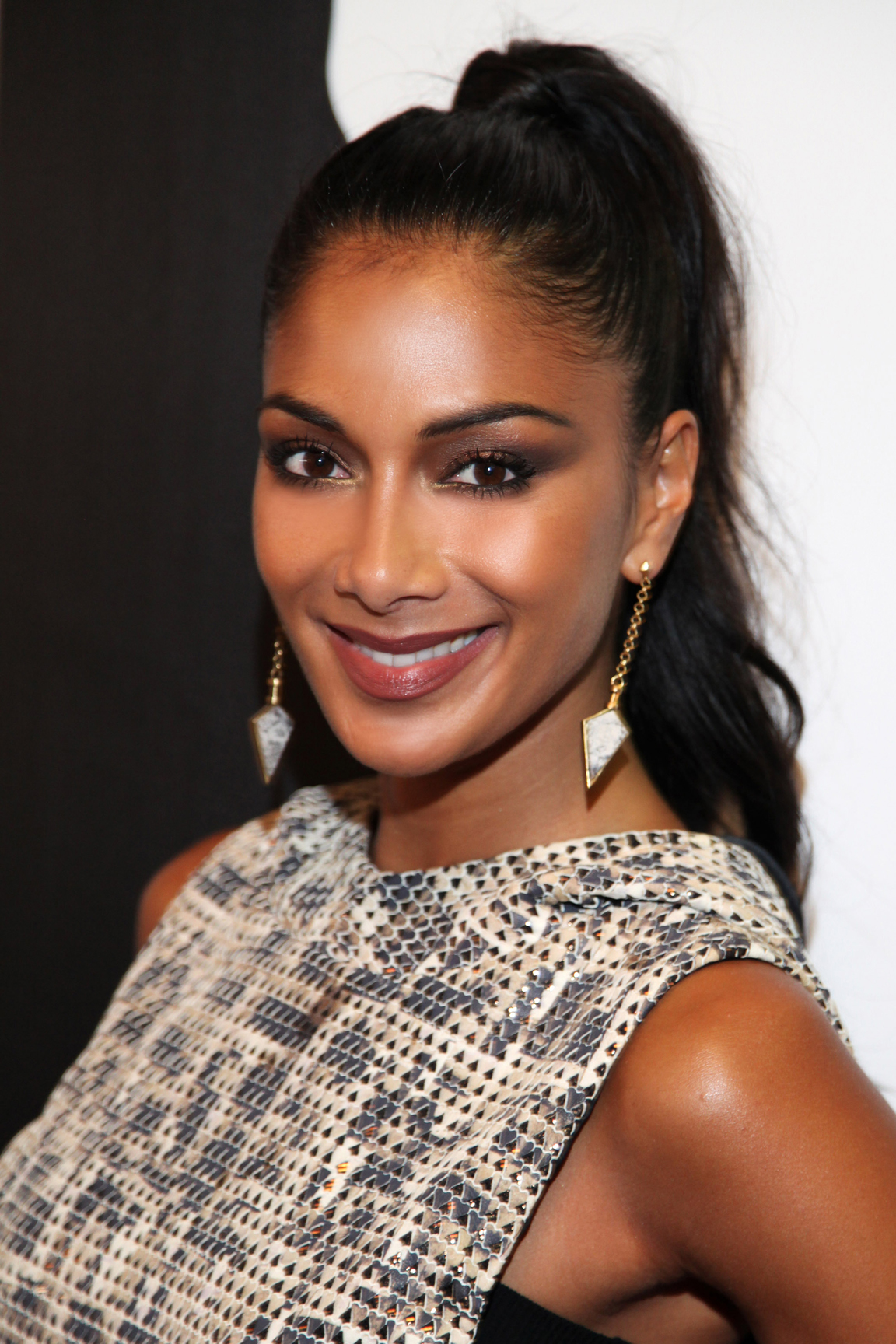
ニコール・シャージンガー 2012年
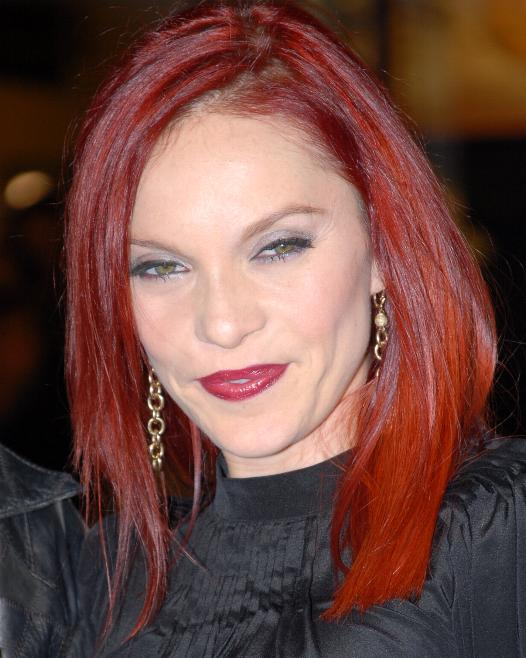
カーミット・バシャー 2008年
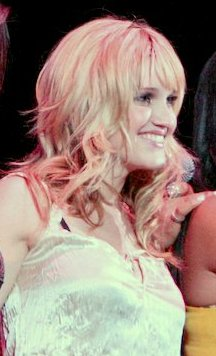
アシュレイ・ロバーツ 2006年
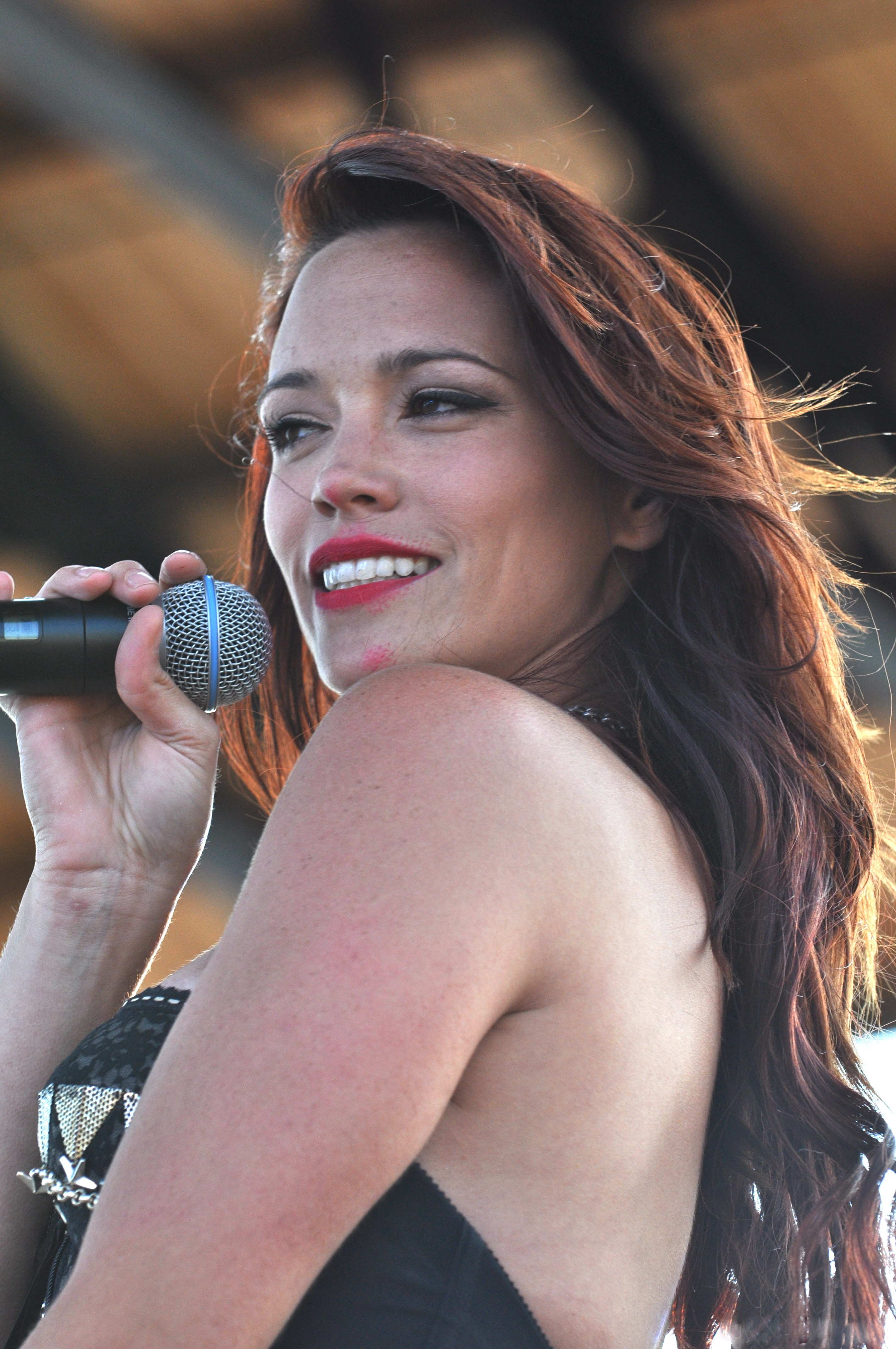
ジェシカ・スッタ 2012年
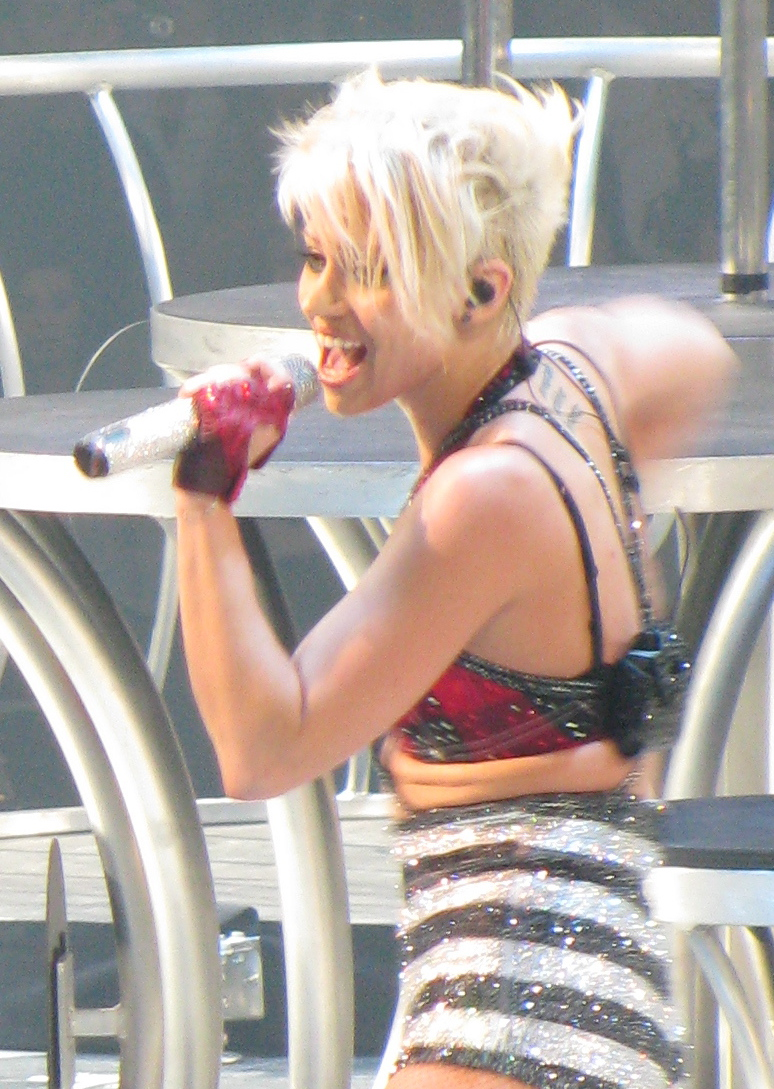
キンバリー・ワイアット 2009年

### 旧メンバー
- メロディー・トーントン (Melody Thornton) (2003年-2010年)

## ディスコグラフィ

### スタジオ・アルバム
- 『PCD』 - PCD (2005年)
- 『ドール・ドミネーション』 - Doll Domination (2008年)

## ツアー
- 2006年 - 2007年：PCDワールド・ツアー
- 2009年：ワールド・ドミネーション・ツアー

### オープニング・アクト
- 2006年：複数のアーティスト ホンダ・シヴィック・ツアー
- 2007年：クリスティーナ・アギレラ Back To Basics Tour（北アメリカのみ）
- 2009年：ブリトニー・スピアーズ The Circus Starring: Britney Spears（北アメリカのみ）